# Pippelåsarna
Pippelåsarna är ett naturreservat i Laxå kommun i Örebro län.
Området är naturskyddat sedan 2008 och är 109 hektar stort. Reservatet består av skog och myrmark där Märremmossen i sydost är den störta. Skogen brann ner på 1920-talet och består nu av barrskog med stort inslag av lövträd, främst asp.